# Jorge Melicio

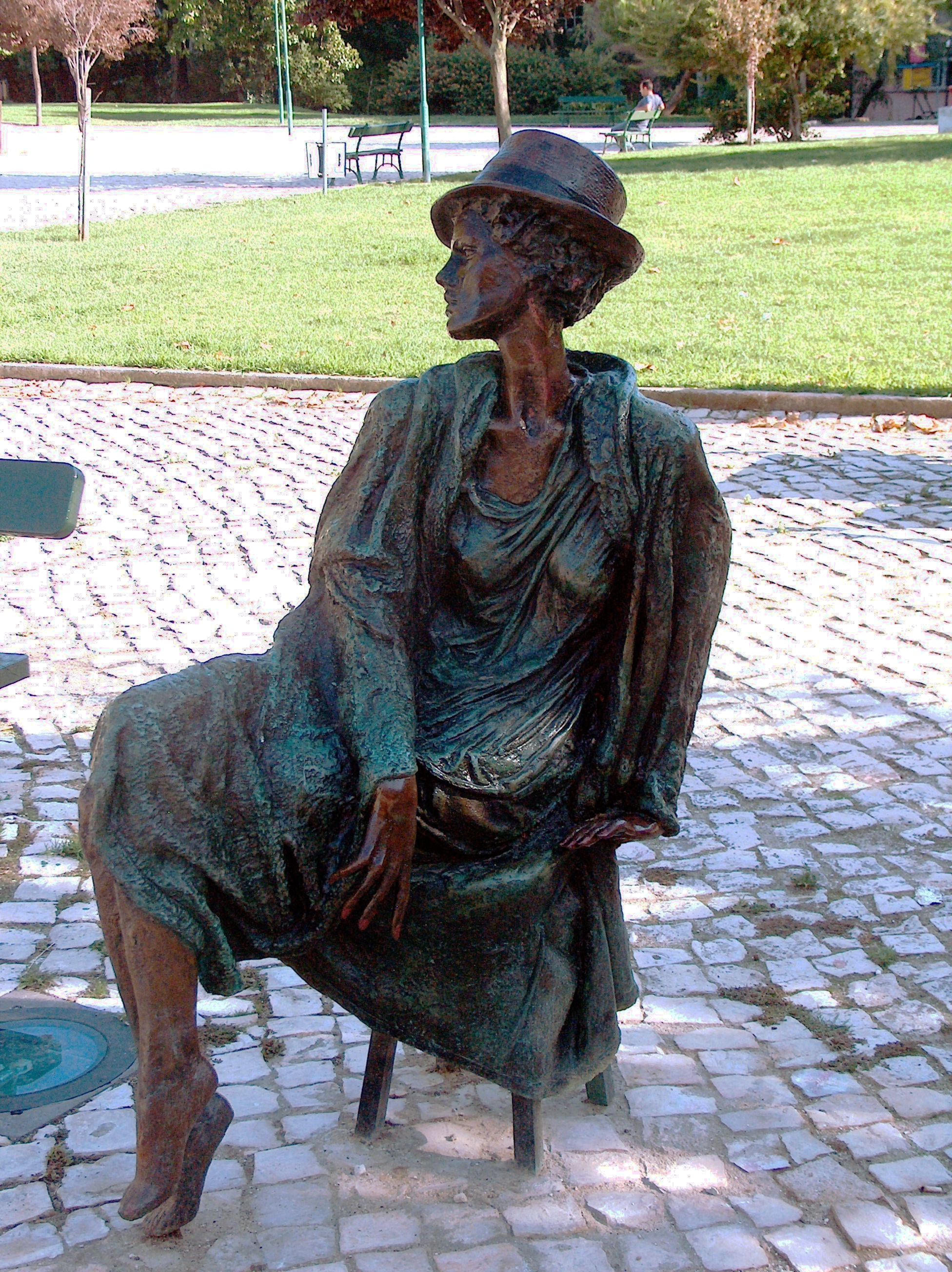
Szoborcsoport részlete: Család

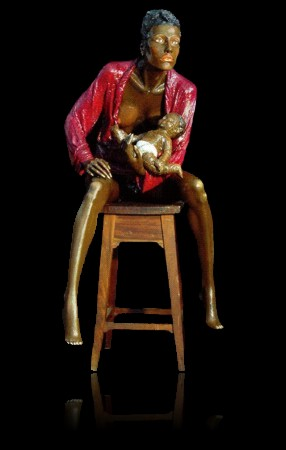
Bronz szobor: anya gyermekével

Jorge Melício (Lobito, 1957. március 20. –) angolai születésű szobrász, aki hétéves korától Lisszabonban él.

## Életrajza
A lisszaboni Escola de Artes Decorativas Anónio Arroio (António Arroio dekoratív művészetek iskolája) után a Képzőművészeti főiskolát végezte el.
A plasztikmunkája igen sokrétű, rengeteg kifejezőmódja van, ami művészetét híressé és közkedvelté és egyedivé teszi.
A rajz és festészet mellett kerámiával is foglalkozik, a híres „azulejo” portugál kerámiafestő művészettel. Ezen érdeklődése vezeti folyamatosan a design, restaurálás és vitrinizmus (beltéri üvegművészet) felé.
Mégis a legtöbb figyelmet a szobrászatnak szenteli, magas fokon űzi a bronz megmunkálását, és ezzel gyakorlatilag egyedüli képviselője a portugál hiperrealizmusnak.

## Művészet
Melíciot segíti az a kőmunka amit a hetvenes években készített Pêro Pinheirónak, ipari gépeket alkalmazva, a fém megmunkálásában szerez tapasztalatot. Ezután 10 éven keresztül a lisszaboni tanácsháza szobrásza és kulturális mozgatórugója, kültéri szobrokat készít és gyarapítja tapasztalatait a plasztik munkákkal.
A múzeumokban, intézetekben elhelyezett szobrai közkedveltek, az ő munkája látható például a híres Brasileira kávézó Lisszabon belvárosában (Chiado) a bejárati ajtó felett; a bronzból készült hiperrealista szobrok különböző portugál városokban: A Család c. szobor a Fernando Pessoa parkban, a Szent Izabella királynő életét bemutató kerámia csoport a Caixa Geral de Depósitos portugál bank főépületénél. A lisszaboni METRO kiválasztotta az egyik metrómegállója dekorálására.
- A Család (Négyrészes bronz szoborcsoport)
- Erotikus érzelmek műalkotássorozat

## Díjak
- Diogo Gonçalves múzeum győzelmi medálja (Portimão)
- Design ICS díj borításokra (Milánó)
- Ezüstérem  (Castelo Branco)

## Multimédia
- Interjú Jorge Melício-val az RTP Afrika adón 2007-10-28
- Interjú a SIC Radical televíziós csatornán Rui Unas-sal